# Top-of-the-World, Arizona
Top-of-the-World je naseljeno područje za statističke svrhe u američkoj saveznoj državi Arizona. Prema popisu stanovništva iz 2010. u njemu je živjelo 231 stanovnika.